# Living (1971)
Living is een vijftien minuten durende experimentele Nederlandse film uit 1971. De film werd geregisseerd door Frans Zwartjes die zelf de hoofdrol speelt en tegelijkertijd de camera bedient.
Living is toegevoegd aan de Canon van de Nederlandse film.

## Verhaal
Een man filmt zijn nieuwe, net geverfde huis en tegelijkertijd zichzelf en zijn vrouw. Samen bespreken ze hoe ze het zullen inrichten. Er ontstaat een seksuele spanning tussen de twee.